# Cobra Imola
I Cobra Imola sono stati una squadra di football americano di Imola, attiva nella seconda metà degli anni 80.

## Storia
La squadra fu fondata ufficialmente all'inizio del 1985 da un gruppo di appassionati.
Nel 1987, dopo una serie di amichevoli disputate tra il 1985 e il 1986, i Cobra si iscrissero al campionato Serie C AIFA 1987, guadagnando la promozione in Serie A2.
Per mancanza di fondi, nel 1988 i Cobra rinunciarono al campionato di A2, iscrivendosi al campionato Serie B FIAF 1988, mancando l'accesso ai playoff.
Nel 1989, i Cobra parteciparono al campionato Serie B FIAF 1989, al termine del quale si fusero con i Towers Bologna.

## Dettaglio stagioni

### Campionati ufficiali
| Stagione | Campionato   | Head Coach         | Regular Season | Regular Season | Regular Season | Playoff | Playoff | Playoff      | Playoff                     |
| Stagione | Campionato   | Head Coach         | Vinte          | Pareggiate     | Perse          | Vinte   | Perse   | Risultato    | Avversaria                  |
| -------- | ------------ | ------------------ | -------------- | -------------- | -------------- | ------- | ------- | ------------ | --------------------------- |
| 1987     | Serie C AIFA | Giuliano Scalzotto | 4              | 1              | 1              | 2       | 0       | Co-vincitori | Trappers Cecina, Linci Roma |
| 1988     | Serie B FIAF | N/D                | 3              | 0              | 5              | 0       | 0       | -            | -                           |
| 1989     | Serie B FIAF | N/D                | 1              | 0              | 7              | 0       | 0       | -            | -                           |

## Roster

### 1987
| #  | Giocatore             | #  | Giocatore             |
| -- | --------------------- | -- | --------------------- |
| 7  | Paolo Poggi           | 23 | Stefano Gozzi         |
| 10 | Stefano Calgarini     | 27 | Paolo Garoia          |
| 11 | Sandro Tugnoli        | 28 | Ivano Cobalto         |
| 17 | Fabio Costa           | 37 | Lucio Mingarelli      |
| 18 | G. Luca Montanari     | 39 | Fabio Alberti         |
| 22 | Marco Minardi         | 45 | Alessandro Bandini    |
| 29 | Mauro Lolli           | 47 | Fabio Berti           |
| 31 | Giorgio Bertinazzi    | 51 | G. Cesare Magistretti |
| 32 | Giorgio Tani          | 56 | Giuseppe Bazzani      |
| 34 | Alessandro Arena      | 57 | Franco Monti          |
| 35 | Silvano Calamelli     | 59 | Piero Cassani         |
| 50 | Franco Pirazzoli      | 70 | M. Antony Waterman    |
| 58 | Cristiano Brusa       | 72 | Gabriele Lanzoni      |
| 61 | Francesco Brusa       | 75 | Davide Gamberini      |
| 64 | Fedele Mirizzi        | 76 | Guido Galassi         |
| 66 | Lorenzo Conti         | 77 | Danilo Giacomazzi     |
| 68 | Giovanni Zauli        | 90 | Marco Carnaccini      |
| 71 | Daniele De Vito       | 96 | Marco Salieri         |
| 73 | Normanno Rossi        | 99 | Pierugo Calandri      |
| 81 | Davide Turicchia      | 53 | Gianluca Renzi        |
| 82 | Davide Galassi        |    |                       |
| 85 | Giuseppe Fantini      |    |                       |
| 87 | Massimiliano Franzoni |    |                       |
| 89 | Marco Solaroli        |    |                       |